# Pioneer CDJ
Pour les articles homonymes, voir CDJ.
La gamme Pioneer CDJ, dont le nom résulte de l'association des sigles « CD » et « DJ », correspond à l'ensemble des platines CD « à plat » destinées aux DJ créées et commercialisées par la marque japonaise Pioneer DJ. Ces platines étaient initialement conçues pour la lecture de CD audio, puis de CD-ROM contenant des fichiers audio ; depuis 2007 et le modèle CDJ-400, elles peuvent également lire des fichiers audio à partir de divers autres supports, comme les périphériques USB, un ordinateur ou un DVD, mais le design et les contrôles des appareils rappellent essentiellement la manipulation d'un CD audio qui tournerait dans le lecteur.
La gamme CDJ est généralement reconnue comme le matériel de référence par la plupart des DJ et des discothèques du monde ; les avantages qui lui sont le plus souvent reconnus sont la fiabilité de ses modèles, la qualité de traitement du son offerte, ainsi que des fonctionnalités, souvent apportées en amont des compétiteurs, qui sont devenues des références sur le marché (telles que le Master tempo, qui permet de modifier le tempo sans altérer la tonalité, ou le Jog dial, qui offre un contrôle intuitif de la vitesse de lecture et du scratch). Avec l'ensemble de sa gamme de produits pour DJ, allant des platines, tables de mixage ou contrôleurs, la marque occupe 60 % de parts de marché.
La gamme CDJ et plus largement l'ensemble des produits de Pioneer DJ occupe une place de leader dans le milieu professionnel, où son modèle de pointe domine les ventes depuis le milieu des années 1990 (avec les modèles CDJ-500 à partir de 1994, puis CDJ-1000 à partir de 2001, et CDJ-2000 depuis 2009). La gamme CDJ est généralement positionnée sur des niveaux de prix élevés en comparaison de ceux pratiqués par les compétiteurs (notamment Denon, Numark ou Gemini) à fonctionnalités équivalentes. Les prix de ses modèles d'entrée de gamme sont souvent comparables à ceux des modèles de pointe des autres marques du marché. Il est également reproché à la gamme CDJ d'être assez lente à s'adapter aux évolutions technologiques des matériels liés à l'utilisation de platines (telles la diversification des supports de stockage de fichiers ou des formats de fichiers audio, notamment le flac, ou encore la lecture de fichiers placés sur un ordinateur), les compétiteurs ayant plus rapidement proposé des modèles permettant de profiter de ces innovations.
La gamme CDJ couvre plusieurs classes de prix correspondant à différents DJ, de l'amateur au professionnel, et différents établissements ou événements nécessitant une sonorisation de type DJing, du bar aux grandes discothèques ou grands festivals : de fait le tarif des différents modèles récents de la gamme peut aller du simple au triple. Les numéros des noms de modèles (CDJ-400, CDJ-800...) de la gamme traduisent ces différents niveaux dans la gamme, notamment matérialisés par les différences de fonctionnalités proposées par les modèles. La gamme des produits Pioneer CDJ s'étend en termes de prix d'achat entre 650 € (modèle entrée de gamme) à 2 600 € (modèle haut de gamme).
Avec l'essor du VJing, Pioneer a également créé en 2004 la gamme DVJ, constituée de platines DVD au design et à l'ergonomie extrêmement proches de la gamme CDJ, qui permettent de mixer de la vidéo de la même façon que les platines CDJ permettent de mixer de l'audio.

## Historique
Le modèle concurrent à l'époque était la platine vinyle Technics SL-1200 MK2 qui dominait le marché depuis plus de trente ans. Technics a été le premier constructeur à mettre sur le marché le premier lecteur de CD pour les DJ en 1985 : le SL-DZ 1200. La compagnie pensait que les DJ arrêteraient d'utiliser leur platine vinyle, mais en 1985 il se vendait plus de vinyle que de CD qui venait à peine d'arriver sur le marché.
C'est en 1990 que Numark (en) invente le lecteur de CD double pour DJ mais toutes les premières unités faisaient défaut. Il a quand même rencontré un vif succès et Denon repris aussi l'idée et dominait le marché des lecteurs CD pour les DJ durant plus de la moitié des années 1990 avec le célèbre DN-2000F, premier lecteur CD double à inclure de la mémoire RAM comme on en trouve dans les ordinateurs, ce qui permettait d'emmagasiner les premières secondes d'une pièce musicale pour que la musique débute instantanément en appuyant sur la touche lecture (play) en moins de 0.01seconde. Malgré tout, le vinyle avait à l'époque une plus grande part de marché chez les DJ que le CD.
À partir de 1994, Pioneer se lance dans le marché des platines CD avec sa gamme de Pioneer CDJ.
En 1998 le célèbre lecteur CDJ-100s inclut des effets pour changer l'aspect ou le son de la musique, mais pas de bouton pour faire des boucles (loop) et aussi premier lecteur avec une fente pour mettre le CD comme sur un lecteur CD d'automobile; le CDJ-100s a eu un tel succès que les DJ ont commencé à remplacer le vinyle par le CD, mais le vinyle reste encore pour de nombreux DJ une référence; en 2000, Pioneer présente la CDJ-1000, et en 2002 la CDJ-800, la petite sœur de la CDJ-1000. Le successeur de la CDJ-100s est la CDJ-200 sorti en 2004 qui est presque semblable au point de vue esthétique et caractéristiques techniques, mais qui ajoute comme nouveauté la lecture des fichiers mp3 et les boutons pour faire des boucles (loop).

## Liste des modèles
- CDJ-500, commercialisé à partir de 1994, évolué en CDJ-500II en 1996 puis CDJ-500S (aussi appelé CDJ-700S) en 1997, arrêté en 2005 ;
- CDJ-100S, commercialisé à partir de 1998, arrêté en 2010 ;
- Pioneer CDJ-1000, commercialisé à partir de 2001, évolué en CDJ-1000 MK2 en 2003 puis CDJ-1000 MK3 en 2006, arrêté en 2010, remplacé par les lecteurs CDJ-900 et CDJ-2000 ;
- CDJ-800, commercialisé à partir de 2002, évolué en CDJ-800 MK2 en 2006, arrêté fin 2010 puis remplacée par la CDJ-850 ;
- CDJ-200, commercialisé à partir de 2005, arrêté et remplacé par la CDJ-350 ;
- CDJ-400, commercialisé à partir de 2007, arrêté à la fin de 2010 remplacé par la CDJ-350 ;
- CDJ-900, commercialisé à partir de 2009, arrêté en 2013, remplacé par la CDJ-900 NEXUS ;
- CDJ-2000, commercialisé à partir de 2009, arrêté en 2012 et remplacé par la CDJ-2000 NEXUS ;
- CDJ-350, commercialisé à partir de 2010, arrêté ;
- CDJ-850, commercialisé à partir de 2010, arrêté ;
- CDJ-2000NX, commercialisé à partir de septembre 2012 (elle remplace la CDJ-2000 et la CDJ-1000MK3), arrêté ;
- XDJ-1000, commercialisé à partir de novembre 2014, évolué en XDJ-1000MK2 en 2016, arrêté ;
- XDJ-700, commercialisé à partir d'octobre 2015, toujours en production ;
- CDJ-2000NX2, commercialisé depuis février 2016, arrêté ;
- CDJ-TOUR1, commercialisé depuis juillet 2016, arrêté ;
- XDJ-1000MK2, commercialisé depuis septembre 2016, toujours en production ;
- CDJ-3000, commercialisé depuis septembre 2020, toujours en production ; succédant à la CDJ-2000NX2.

## CDJ-500
La CDJ-500 (qui se décline en versions CDJ-500, CDJ-500II et CDJ-500s/CDJ-700) est une platine CD pour disc jockey de la société Pioneer. Ce fut la première de son genre à être produit en octobre 1994 par la compagnie Pioneer. La CDJ-500 témoigne de l'utilisation plus fréquente des CD par les disc jockeys. Elle fut conçue pour offrir une transition des vinyles aux CD.

### Fonctionnalités
Ce lecteur peut prendre en charge les CD et CD-R, il dispose d'un jog avec fonction scratch, un play/cue manuel ainsi qu'une fonction de reloop. Pour mieux implanter la platine CD parmi les DJs, les boutons et fonctionnalités se trouvent aux mêmes endroits que sur les platines vinyle. La Pioneer CDJ-500 a cependant la particularité d'être imposante (32 × 36 × 9,8 cm) et lourde (4 kg). Pioneer voulait offrir un lecteur de cd qui se rapprochait le plus des platines vinyle. Pioneer a donc imité une platine vinyle afin d'en faire un lecteur cd avec un plateau lourd, permettant d'avoir la même sensation de scratch, un régulateur de vitesse et les touches play (lecture) et cue (repérage) qui permettaient d'écouter les premières secondes de la pièce musicale en maintenant la touche enfoncée, le CD revenant au début de la pièce en la relâchant.
La CDJ-500 (et ses autres versions) sont devenues populaire du fait de la prise en compte des formats CD et CD-R, qui offraient une possibilité supplémentaire pour les DJ dans les années 1990, alors que le vinyle était encore très présent dans le monde.

### Autres versions

#### CDJ-500II
Cette deuxième version de la Pioneer CDJ-500 n'apporte que très peu d'amélioration et est commercialisée en avril 1996. Entre autres elle permet un fonctionnement plus rapide et l'ajout d'un loop out ajustable. Ce nouveau modèle inclut aussi la possibilité d'écouter jusqu'à 10 minutes de musique, ce que son prédécesseur ne permettait pas.

#### CDJ-500s
Aux États-Unis commercialisé sous le nom de CDJ-700, elle sort en décembre 1997. La CDJ-500s ("s" pour small) a pour but de remédier à la taille des précédents modèles en ayant des dimensions plus restreintes (21,7 × 22,7 × 9,8 cm). Aussi, le CDJ-500s est conçu de manière à mieux amortir les chocs et a une fonction loop out plus poussée.

## CDJ-100S
La CDJ 100S est le modèle le plus basique de la gamme des Pioneer CDJ. Cette platine a été créée par Pioneer en octobre 1998. La CDJ 100S est un lecteur CD/CD-R basique avec un contrôleur de tempo, ainsi que trois effets JET, ZIP et WAH. La CDJ 100S a été le modèle de lecteur CD de départ pour de nombreux DJs. Dans le modèle américain, cette platine possède également une sortie digitale, qui est absente sur le modèle européen.

## CDJ-1000
Le Pioneer CDJ-1000 (qui se décline en versions MK1, MK2 et MK3) est une platine CD de la gamme CDJ créée par la société japonaise Pioneer en 2001 et actuellement une des plus répandues et des plus renommées. Elle peut notamment imiter les platines vinyle, dont la possibilité du scratch. La version originale (MK1) a été retirée de la vente en 2003 à la suite de l'apparition de la version MK2.

### Fonctionnalités

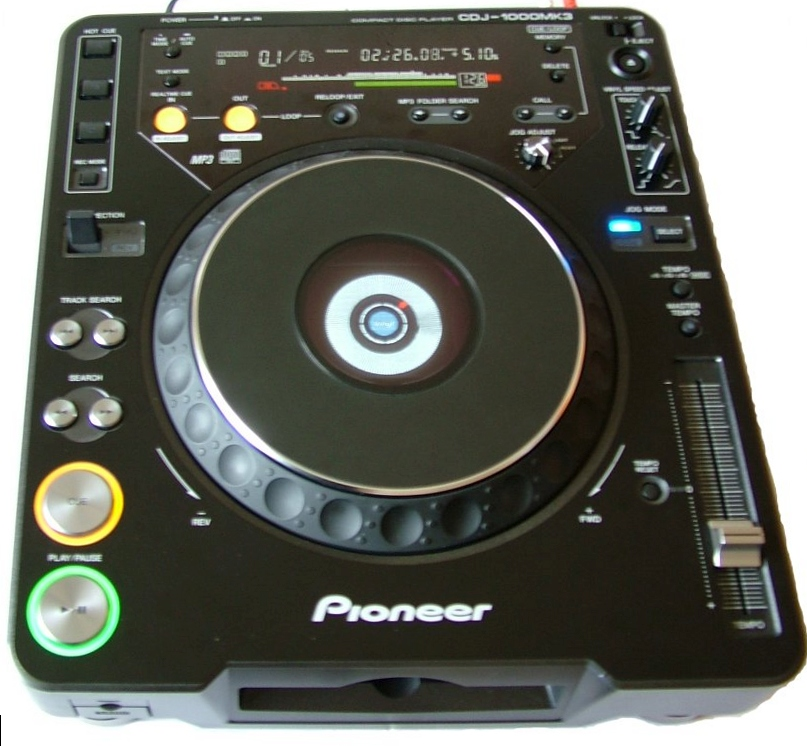
Pioneer CDJ-1000 MK3, la dernière version des CDJ-1000

Ce lecteur comporte un large plateau tactile avec un indicateur digital en son centre qui informe sur la position du CD. Bien que ce plateau ne tourne pas avec le CD comme pour une platine vinyle, l'écran du centre donne des informations suffisantes sur l'avancement précis de la musique. Il y a, de plus, un marqueur orange de positionnement qui peut simuler les stickers utilisés en scratch. L'affichage des formes d'onde donne aux DJs la possibilité de prévoir dans chaque morceau les breaks.
Le CDJ-1000 (et ses autres versions) est devenu un objet populaire dans les discothèques et pour les DJs. Il est d'ailleurs le plus largement utilisé dans les plus grands clubs du monde entier. Il peut prendre en charge la lecture des CD, CD-R et CD-RW et permet tous les essentiels du DJing et des autres lecteurs de disque de DJ. On peut par exemple y mettre en œuvre des boucles, changer le pitch (vitesse de lecture) en plus d'autres fonctions moins utiles comme la lecture en sens inverse ou une imitation des départs et des arrêts des vieilles platines vinyles. Il inclut aussi la fonction master tempo introduite plus tôt sur les modèles CDJ-500 et CDJ-100S, par laquelle le pitch (vitesse du morceau) peut être changé sans modification de la tonalité de la musique (normalement plus aiguë en accéléré et plus grave en ralenti).

### Implantation en discothèque

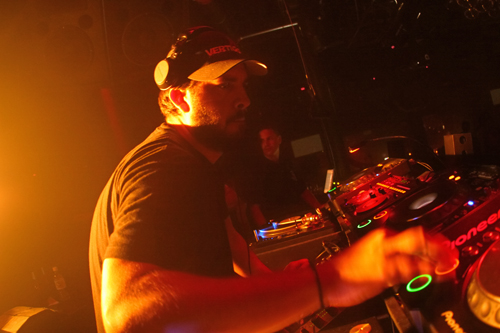
Le CDJ-1000 utilisé en discothèque.

Cette machine est connue comme étant l'une des premières à avoir été largement adoptée en club. Avant elle, beaucoup de clubs peinaient à installer des platines CD soit à cause de leur manque de fonctionnalités DJ, en raison de leur robustesse globale ou plus simplement parce que les DJs préféraient utiliser des vinyles comme la plupart de la musique d'alors se trouvait sur ce format très commun en soirées. La raison qui a alors prévalu à cette machine a été sa capacité à lire les CD-R et CD-RW ce qui permettait un transport plus facile et une plus grande capacité musicale due à ce support bien plus petit. Cela permettait par ailleurs d'éviter les problèmes d'usure des vinyles conventionnels et rendait l'accès aux platines plus simple aux artistes débutants notamment sur les radios car ils n'avaient ainsi plus besoin de se produire sur vinyle, ce qui était bien plus cher et demandait souvent l'accès à un label.

### Versions récentes

#### CDJ-1000MK2
Une version mise à jour du CDJ-1000 est sortie en juillet 2003, le CDJ-1000 MK2. Il comporte notamment d'autres fonctionnalités comme une molette améliorée et un temps de réponse plus court que le modèle original. Cette version a été retirée de la vente en 2006 avec l'apparition du MK3.

#### CDJ-1000MK3
Cette version est née en mars 2006. Contrairement à celles qui l'ont précédé, elle supporte le format mp3 des CD-R et CD-RW. Elle présente aussi un écran plus grand et plus lumineux, 100 points de forme d'onde (contrairement à 50 pour les autres versions). Le MK3 peut en plus inclure des boucles dans les Cue Points et non plus seulement des points. La résistance du plateau central est réglable selon le type de DJing pratiqué. Enfin, cette version inclut la possibilité de lire des cartes SD alors que les autres ne lisaient que des cartes MMC

## CDJ-800
Le lecteur Pioneer CDJ-800 est une platine CD de la gamme Pioneer CDJ. Il a été commercialisé à partir de 2002 ; en 2006 il a été évolué en CDJ-800 MK2 (ou Mark2), qui apporte quelques fonctionnalités supplémentaires, arrêtant alors la production de la version précédente (rétro-activement appelée CDJ-800 MK1). En septembre 2010 il est toujours en production, mais l'apparition en août 2010 du modèle CDJ-850, qui le surpasse en fonctionnalités et en compatibilité aux divers supports de stockage de fichiers ou formats de fichiers audio, pour une ergonomie et un prix similaire, est destinée à mettre fin à sa commercialisation.
Commercialisée avec un prix plus abordable que le modèle CDJ-1000, modèle de pointe de la gamme à l'époque, tout en proposant un grand nombre de ses fonctionnalités et même quelques innovations (comme le Hot loop qui permet de créer une boucle musicale automatiquement, et également d'utiliser des fractions (1/1, 1/2, 1/4 ou 1/8) d'une boucle constituée), cette platine était voulue comme une alternative pour ceux qui n'avaient pas le budget nécessaire à l'acquisition de CDJ-1000 ; elle a dans cette optique bien pénétré le marché, étant utilisée par de nombreux DJ amateurs ou semi-professionnels, et par de nombreux clubs et discomobiles.

## CDJ-200
La Pioneer CDJ-200 est un modèle du constructeur japonais Pioneer DJ sorti en 2005. Il élargit la gamme des CDJ en apportant quelques nouveautés. Le CDJ 200 est basé sur un modèle de CDJ 100 et donc possède 3 effets utilisables avec le jog. Mais à cela, s'ajoute également la fonction LOOP présente sur le CDJ-1000. Et un tout nouveau lecteur permettant la lecture de CD dit MP3.

## CDJ-2000

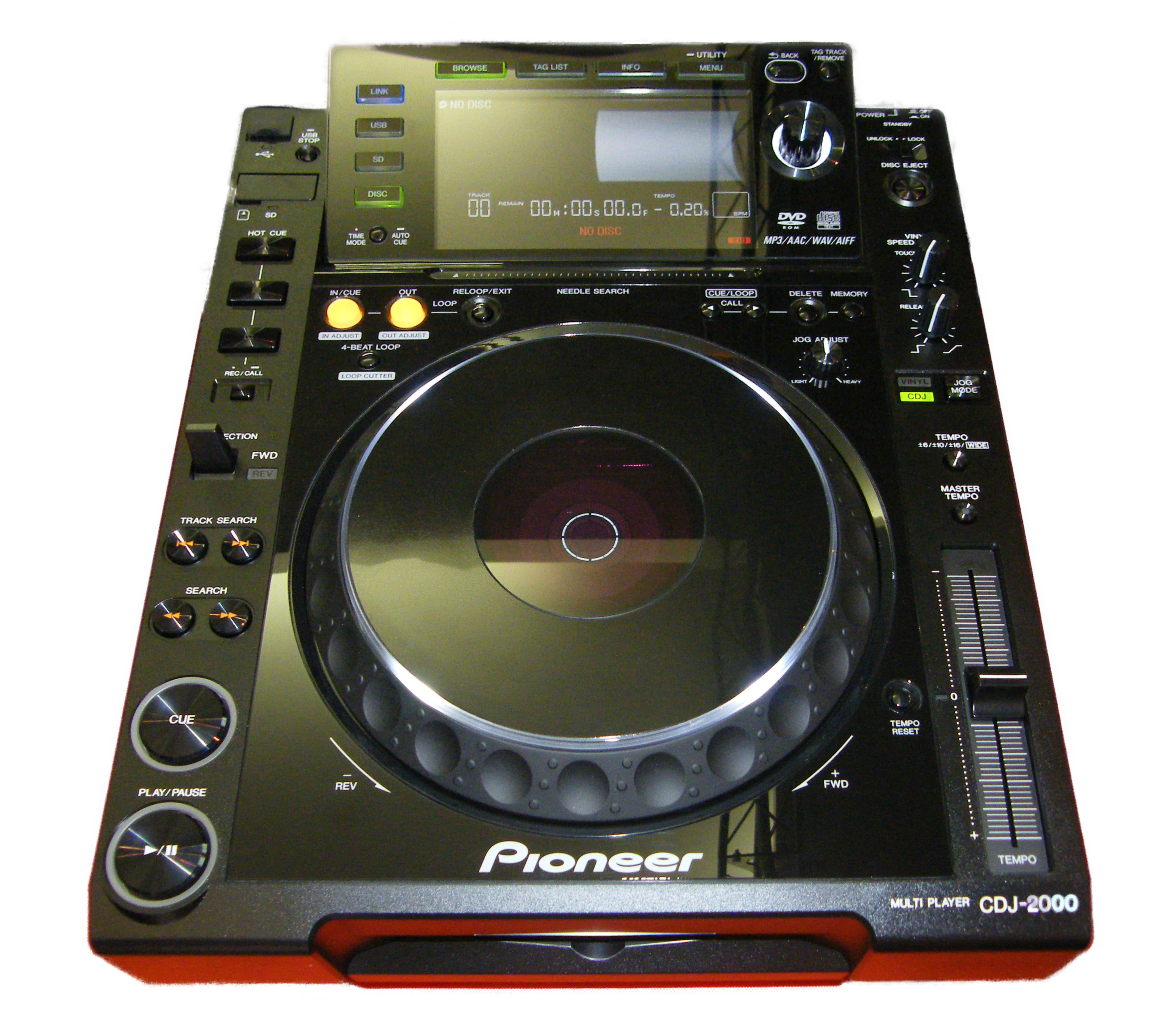
La CDJ-2000 de Pioneer

La CDJ-2000 puis ses variantes en version Nexus et Nexus 2 succèdent à la CDJ 1000 référence incontestable depuis 2001 dans tous les clubs mondiaux. Il s'agit de la 1re version commercialisée (après 12 pré-versions de tests réalisées uniquement en interne).

### Fonctionnalités
Ce lecteur possède (en plus de toutes les capacités du CDJ-1000 MK3)
- un large écran LCD de visualisation avec molette de contrôle pour une navigation plus intuitive et rapide.
- Un réglage de résistance du Jog (Rond au centre) plus poussé.
- Une boucle automatique de 4 temps (divisible par 2 à chaque nouvelle pression du bouton)
- La possibilité de lire des fichiers sur un port USB, une carte SD et même un DVD-R (Uniquement Data, pas de vidéo comme la DVJ-1000)
- La fonction Pro Dj LINK, permettant de relier plusieurs platines entre elles pour partager la musique d'une seule et même source (Hors CD)
- La gestion avec le logiciel rekorDBox pour préparer ses sets, organiser ses morceaux avant de mixer en soirée, placer les points de repère corriger les boucles manuelles pour les régler au millième de seconde.
- Une carte son intégrée, pouvant être reliée en USB sur un ordinateur afin de contrôler des logiciels comme Traktor et MixVibes (aussi Serato Scratch Live en HID mais la carte son du logiciel reste obligatoire, on peut utiliser la fonction MIDI pour contrôler les platines virtuelles du logiciel) et même d'utiliser cette carte son comme carte son indépendante.

Le CDJ-2000 devient aussi populaire dans les discothèques et pour les DJs que son petit frère (présent sur le marché depuis 2001).

### Renouveau du haut de gamme chez Pioneer
Après huit ans de règne pour le CDJ-1000, Pioneer a commercialisé le CDJ-2000,qui se faisait attendre depuis un certain temps.
En effet, bien que la concurrence n'ait jamais tenu tête aux CDJ-1000, cela faisait plusieurs années que les platines adverses (notamment les DNS de Denon) prenaient en charge l'USB et le contrôle MIDI sur ordinateur.
Tant et si bien que certains DJs commençaient à délaisser le CDJ-1000 au profit de platines adverses, les fonctionnalités n'étant plus suffisantes, surtout quand on sait que Pioneer avait annoncé en 2008 « ne pas juger nécessaire de réajuster le haut de gamme pour apporter une simple prise en charge de l'USB. »
Devant le manque d'innovation, les nouveaux acheteurs ne choisissaient plus le CDJ-1000 mais plutôt le modèle plus récent, mais tout de même en dessous dans la hiérarchie des platines Pioneer, le CDJ-400 prenant, lui, en charge le Port USB et le contrôle MIDI, dû à sa sortie plus tardive, en 2007.
Il était nécessaire de renouveler enfin le haut de gamme vieillissant afin de rester leader sur le marché.

### Un pari réussi
Depuis la sortie des CDJ-2000, les revendeurs sont continuellement en rupture de stock due à la forte demande du produit.
De plus, contrairement à l'habitude, le CDJ-2000 n'a pour ainsi dire, eu aucun bug critique (comme un arrêt de lecture, par exemple) contrairement à la plupart des premières versions des anciens modèles.

## CDJ-2000 Nexus
En 2012, la CDJ-2000 évolue en CDJ-2000 nexus, apportant des nouvelles fonctions, comme le Slip Mode qui permet de déclencher une boucle, ou encore la fonction scratch.
La CDJ-2000 nexus permet d'envoyer des morceaux, préalablement analysés sur rekorDBox, directement depuis un smartphone ou une tablette. L'algorithme du Master Tempo a été amélioré, ce qui permet une meilleure qualité sonore même avec un ralentissement extrême. Le tout nouveau Beat Sync, associé aux grilles rythmiques des morceaux, permet de synchroniser jusqu’à quatre lecteurs CDJ compatibles, et modifier en même temps la vitesse des quatre morceaux en ne bougeant que le pitch du lecteur maître.

## CDJ-2000 Nexus 2
En 2016, la CDJ-2000 nexus évolue en CDJ-2000 nexus 2. Son écran est désormais tactile comme celui de la XDJ-1000. Un nouveau moteur de recherche, incluant les options Track Filter et Short Cut, permet de retrouver un morceau sur une collection énorme, avec une relative rapidité et facilité. Les Hotcues passent de trois à huit, utilisables en deux banques de quatre Hotcues et peuvent être placés et supprimés directement sur le lecteur.

## CDJ-Tour 1
La même année, la CDJ-2000 nexus 2 évolue vers un nouveau modèle conçu pour les grands festivals : CDJ-Tour 1, avec un nouvel écran pivotant qui permet d'afficher davantage d'informations que les modèles précédents,.

## XDJ-1000
La XDJ-1000 est un lecteur multimédia, ne disposant plus de port CD comme ses prédécesseurs, au profit des autres supports de stockage tels que les cartes SD et clés USB. Elle apporte, par rapport aux autres lecteurs de la gamme, un écran tactile et la nouvelle fonction Beat Jump, qui permet d'avancer ou reculer dans la musique de façon fluide, en pas de 1, 2 ou 4 temps.

## XDJ-700
La XDJ-700, annoncée fin 2015, est une platine sans CD, entièrement numérique, décrite comme la petite sœur de la XDJ-1000 sortie un an auparavant. Équipée d'un écran tactile, la XDJ-700 reste plus compacte que la XDJ-1000.

## Rekordbox
Rekordbox est un logiciel de gestion musicale créé par l'éditeur français MixVibes pour Pioneer DJ. Il permet aux DJs de préparer leur collection musicale pour pouvoir mixer avec les lecteurs des gammes CDJ et XDJ de Pioneer DJ, qui sont compatibles Rekordbox. Parmi les fonctions principales de Rekordbox on peut citer :
- Gestion de playlists (jusqu'à cinq playlists en même temps)
- Placement de points de repère (Hotcues) et boucles (Loops) sur chaque morceau
- Édition de tags iD3
- Calcul automatique de BPM, détection de clé harmonique (rekordbox est compatible avec le système Camelot) et construction de beatgrid
- Enregistrement de sources audio externes
- Possibilité de raccorder jusqu'à quatre lecteurs compatibles pour partager la musique d'une seule source